# Бубнов, Владимир Иванович
Владимир Иванович Бубнов (род. 10 июля 1926) — советский спортсмен, игрок в футбол (защитник) и хоккей с шайбой (нападающий).

## Биография
Выступал за московский футбольный клуб «Метро» / «Метрострой» (1947; 1949 — вторая группа первенства СССР). Играл за команды «Динамо» Минск в футбол (1950 — 18 матчей в чемпионате СССР, 1951) и «Спартак» Минск в хоккей с шайбой (сезоны 1950/51 — 1951/52 чемпионата СССР).